# U-15 (Kriegsmarine)
U-15 je bila nemška vojaška podmornica Kriegsmarine, ki je bila dejavna med drugo svetovno vojno.

## Zgodovina
U-15 je vso svojo aktivno službo spadala k 1.podmorniški flotilji. Med tem časom je opravila 5 bojnih plovb, na katerih so njene mine potopile 3 ladje.
Večinoma je bila aktivna v Severnem morju in ob britanskem otočju.
30. januarja 1940 je trčila z nemškim torpednim čolnom Iltis. Umrlo je vseh 25 članov posadke.

## Poveljniki
| Poveljniki |                 |                    |                                     |
| Št.        | Čin             | Ime                | Poveljstvo                          |
| 1.         | Kapitanporočnik | Werner von Schmidt | 30. oktober 1935 - 14. maj 1936     |
| 2.         | Kapitanporočnik | Hans Cohausz       | 16. maj 1936 - 2. avgust 1936       |
| 3.         | Kapitanporočnik | Werner von Schmidt | 3. avgust 1936 - 30. september 1937 |
| 4.         | Kapitanporočnik | Heinz Buchholz     | 1. oktober 1937 - 26. oktober 1939  |
| 5.         | Kapitanporočnik | Peter Frahm        | 27. oktober 1939 - 30. januar 1940  |

## Tehnični podatki
| Kategorije                                    | Podatki         |
| --------------------------------------------- | --------------- |
| Teža (t): na površju pod površjem polna Teža  | 279 328 414     |
| Dolžina (m) - tlačni trup (m)                 | 42,70 - 28,20   |
| Širina (m) - tlačni trup (m)                  | 4.08 - 4,00     |
| Izpodriv (m)                                  | 3,90 m          |
| Višina (m)                                    | 8,60            |
| Moč (hp): na površju pod podvršjem            | 700 360         |
| Hitrost (vozlov): na površju pod podvršjem    | 13,0 7,0        |
| Doseg (milja/vozel): na površju pod podvršjem | 3100/8 43/4     |
| Torpeda/Torpedne cevi                         | 5/3 (na premcu) |
| Mine                                          | 12 TMA          |
| Posadka                                       | 22-24           |
| Maksimalni potop (m)                          | 150             |

## Potopljene ladje
| Datum              | Ime                       | Država              | Tonaža    | Usoda             |
| ------------------ | ------------------------- | ------------------- | --------- | ----------------- |
| 10. september 1939 | Goodwood (trgovska ladja) | Združeno kraljestvo | 2.796 BRT | potopljena (mina) |
| 21. oktober 1939   | Orsa (trgovska ladja)     | Združeno kraljestvo | 1.478 BRT | potopljena (mina) |
| 28. december 1939  | Resercho (ribiška ladja)  | Združeno kraljestvo | 258 BRT   | potopljena (mina) |